# Andretta
Andretta è un comune italiano di 1 633 abitanti della provincia di Avellino in Campania.

## Origini del nome
L'etimologia si collega con i cognomi Andretta, Andrietta o Andrietti che derivano a loro volta dal nome greco Andrea. Secondo altri invece il nome deriverebbe dal greco andreia, ανδρεία, ossia fermezza, fortezza. Secondo altri ancora il nome Andretta potrebbe derivare da piccola Andria.

## Geografia fisica

### Territorio
Si estende su una superficie di 43,61 km². Il paese ha subito notevoli danni materiali a causa del terremoto dell'Irpinia del 1980.
La piccola città, sorge su un'alta collina che domina l'Appennino. Nelle vicinanze scorre il fiume Ofanto.

## Storia

### Simboli
Lo stemma di Andretta reca nello scudo sannitico in campo azzurro un leone d'oro rampante che regge un ramo d'alloro. Sotto lo scudo vi è una doppia fronda di alloro unita da un nastro tricolore. Il tutto è sormontato da una corona d'argento. Il gonfalone è su drappo giallo con bordature azzurre.

## Monumenti e luoghi d'interesse

### Architetture civili
- Piazza Francesco Tedesco, intitolata allo statista, su cui si affaccia l'omonimo palazzo familiare.
- Monumento ai caduti della Grande Guerra di Torquato Tamagnini.
- Centro sportivo della squadra del paese, la Polisportiva Andretta, ristrutturato nel 2022.
- Chiesa Madre di Santa Maria Assunta
- Santuario Stella del Mattino.

### Il Monte Airola
- Il mistico Monte Airola, collocato nella parte alta del paese, è un luogo di spiritualità ricavato da cavità naturali. In cima al monte si staglia una gigantesca croce in ferro. Il percorso è segnato dalle stazioni che raffigurano la passione di Cristo. C’è un altare in pietra ed un’edicola con all’interno delle maioliche con scene dedicate alla Madonna della Medaglia. Tutto ciò fu voluto dal Parroco cairanese Don Leone, storico sacerdote del paese

## Società

### Evoluzione demografica
Abitanti censiti

### Etnie e minoranze straniere
Al 31 dicembre 2020 nel comune risultano residenti 37 cittadini stranieri.
L'unica comunità che supera le 10 unità è quella rumena con 16 cittadini residenti sul territorio comunale.

## Geografia antropica

### Frazioni
- Mattinella

### Contrade
Aiafalca, Alvano, Arenara, Bosco San Giovanni, Casadonica, Castelluccio, Conici, Coste di Calamita, Difesa, Fontana dell'Olmo, Gessara, Liardi, Margine, Montefelice, Nocemanna, Occhino, Piani del Monaco, Pietra Rapone, Pisciolo, Ponte Raponciello, Santa Maria, Schiavi, Selice Serrabianca, Vallone delle Canne, Valle Santa Maria, Valle Toline

## Infrastrutture e trasporti

### Ferrovie
Il comune è servito dalla stazione di Conza-Andretta-Cairano, situata nel comune di Conza della Campania e sulla ferrovia Avellino-Rocchetta Sant'Antonio, attiva per soli treni storici e/o turistici.

### Mobilità urbana
Il comune è collegato ai centri limitrofi da autolinee di AIR Campania.

## Amministrazione

### Sindaci
| Periodo | Periodo   | Primo cittadino                | Partito        | Carica                        | Note |
| ------- | --------- | ------------------------------ | -------------- | ----------------------------- | ---- |
| 1993    | 1995      | Camillo Francescantonio Caputo | DC             | Sindaco                       |      |
| 1995    | 1997      | Camillo Francescantonio Caputo | CDU            | Sindaco                       |      |
| 1998    | 2007      | Giuseppe Guglielmo             | lista civica   | Sindaco                       |      |
| 2007    | 01-2009   | Angelantonio Caruso            | lista civica   | Sindaco                       |      |
| 01-2009 | 06-2009   | Commissario Straordinario      |                | Amministrazione Straordinaria |      |
| 06-2009 | 2014      | Angelantonio Caruso            | centrosinistra | Sindaco                       |      |
| 2015•   | 2020      | Giuseppe Guglielmo             | lista civica   | Sindaco                       |      |
| 2020    | in carica | Michele Miele                  | lista civica   | Sindaco                       |      |

•Le elezioni comunali nel 2014 non sono risultate valide a causa di una mancanza del quorum dei votanti.

### Gemellaggi
- Ramapo, dal 1996

### Altre informazioni amministrative
Il territorio fa parte della Comunità montana Alta Irpinia.